# 卡奇州

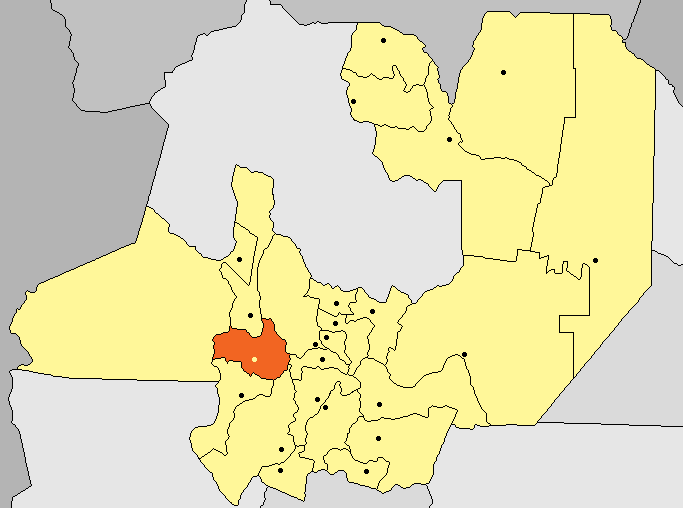

25°7′11″S 66°9′43″W / 25.11972°S 66.16194°W
卡奇州（西班牙語：Departamento de Cachi），是阿根廷的州，位於該國西北面薩爾塔省，首府設於卡奇，面積2,925平方公里，該地區的地震活動頻繁和低強度，2010年人口7,315，人口密度每平方公里2.5人。